# Leucozona
Genre
Leucozona est un genre d'insectes diptères de la famille des syrphidés.

## Liste d'espèces
Selon Fauna Europaea (2 juillet 2013)
- Leucozona glaucia (Linnaeus, 1758)
- Leucozona inopinata Doczkal, 2000
- Leucozona laternaria (Müller, 1776)
- Leucozona lucorum (Linnaeus, 1758)

Selon ITIS (26 juin 2011) :
- Leucozona lucorum Linnaeus
- Leucozona velutina (Williston, 1882)
- Leucozona xylotoides (Johnson, 1916)